# 軍警察 (ブラジル)

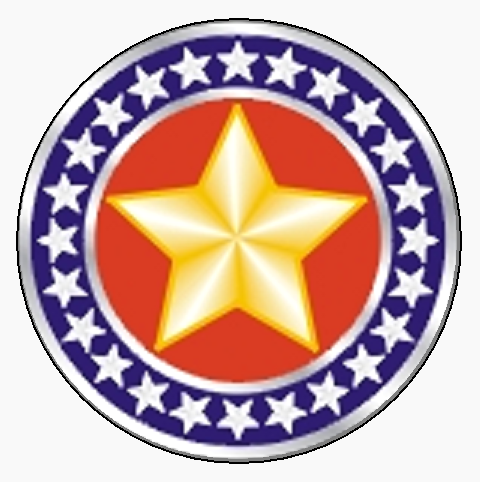
軍警察の記章

軍警察 (ポルトガル語: Polícia Militar, IPA: [puˈlisjɐ miliˈtaʁ]、通称 PM, [peˈẽmi]) は、ブラジルの警察組織の一つである。Polícia Civil（文民警察、もしくは市民警察、民警）と共に州ごとの警察組織として機能し、州知事の指揮命令に従う。Polícia Civilは犯罪捜査、被疑者逮捕を担当し、軍警察は公共秩序維持を担当している。有事には予備部隊、補助兵力として陸軍に編入される。軍警とも呼ばれる。JICAでは州警察と訳している。
軍内部の綱紀維持や犯罪捜査に携わる権限は持っておらず、これら狭義の憲兵隊の機能は陸軍のPolícia do Exército、海軍のCompanhia de Polícia do Batalhão Naval、空軍のPolícia da Aeronáuticaがそれぞれ担っている。
ポルトガル植民地時代の1791年に原型が設立されたのを起源とし、約450,000人もの人員を有している。

## 組織
- 01 . PMAC - アクレ州
- 02 . PMAL - アラゴアス州
- 03 . PMAP - アマパー州
- 04 . PMAM - アマゾナス州
- 05 . PMBA - バイーア州
- 06 . PMCE - セアラー州

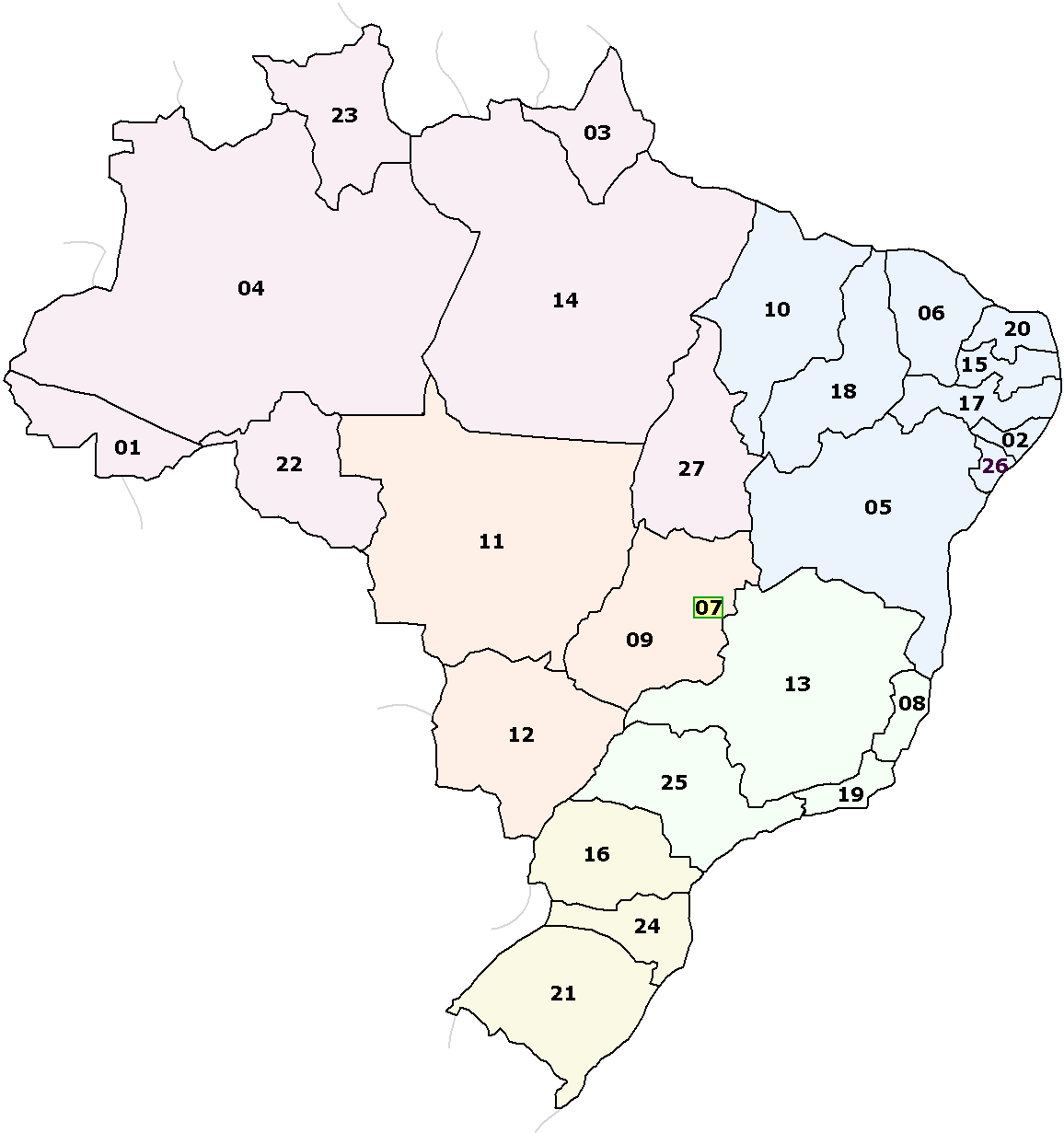

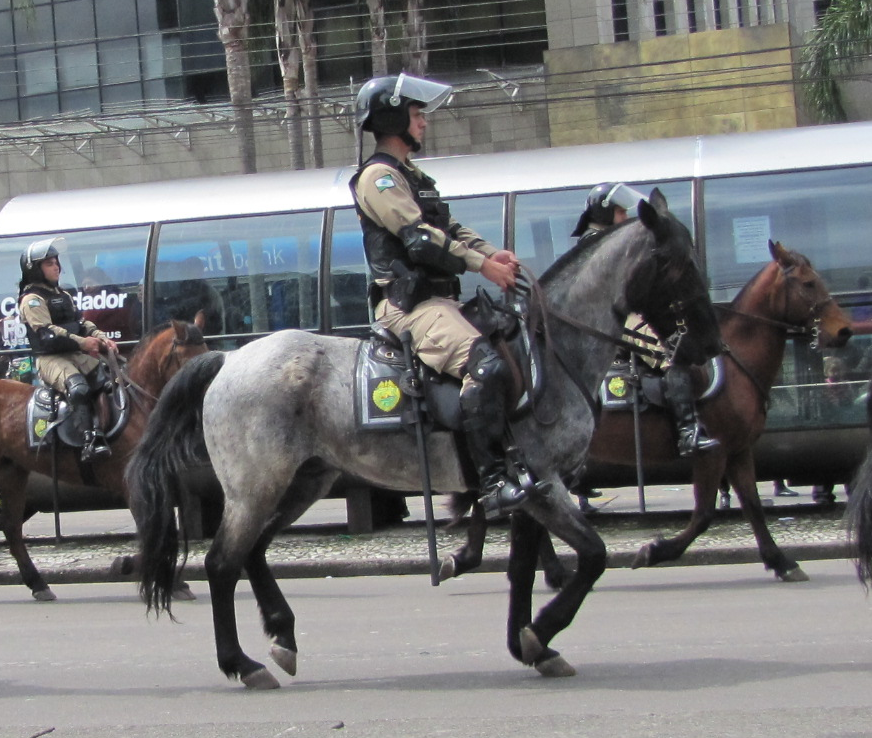
パラナ州軍警察(PMPR)の騎馬警官

- 07 . PMDF - ブラジリア連邦直轄区
- 08 . PMES - エスピリトサント州
- 09 . PMGO - ゴイアス州
- 10 . PMMA - マラニョン州
- 11 . PMMT - マットグロッソ州
- 12 . PMMS - マットグロッソ・ド・スル州
- 13 . PMMG - ミナスジェライス州
- 14 . PMPA - パラー州
- 15 . PMPB - パライバ州
- 16 . PMPR - パラナ州
- 17 . PMPE - ペルナンブーコ州
- 18 . PMPI - ピアウイ州
- 19 . PMERJ -リオデジャネイロ州
- 20 . PMRN - リオグランデ・ド・ノルテ州
- 21 . BMRS - リオグランデ・ド・スル州
- 22 . PMRO - ロンドニア州
- 23 . PMRR - ロライマ州
- 24 . PMSC - サンタカタリーナ州
- 25 . PMESP- サンパウロ州
- 26 . PMSE - セルジッペ州
- 27 . PMTO - トカンティンス州

各軍警察は、機動隊や騎馬警官隊、リオデジャネイロ州軍警察のBOPE(特殊警察作戦大隊)のような特殊部隊を有する。

## 装備
催涙弾や自動小銃だけでなく、ヘリコプターや装甲車も保有している。
制服は州ごとに異なる色のものを採用しているが、多くの州軍警察はカーキ色の物を採用している(カーキの軍服は1903年にブラジル陸軍が採用し、1934年に予備役が使用されたものである)。しかし、リオデジャネイロ州軍警察などは青色かグレーブルー。サンパウロ州軍警察やマットグロッソ州軍警察は灰色。パラー州軍警察は緑色の制服を採用している。

## 批判
国際人権団体アムネスティ・インターナショナルは、リオデジャネイロ州軍警察が5年間で1500人以上を殺害したとして批判している。これらに関して、警察広報担当は、アムネスティの主張は「偏見に満ちている」と反論している。